# Жауи, Аньес
Анье́с Жауи́ (фр. Agnes Jaoui; род. 19 октября 1964, Антони) — французская актриса театра и кино, кинорежиссёр и сценарист.

## Биография
Родилась 19 октября 1964 года в городе Антони близ Парижа. Её отец, тунисец Юбер Жауи, создал в доме творческую, богемную атмосферу, изначально ставшую естественной для его дочери Аньес и сына Лорана.
Страсть к театру появилась ещё в лицейские годы, но экзамены в консерваторию Аньес Жауи, к сожалению, проваливает. Обучение она начинает на курсах Романа́ Пьера́ и в то же время выступает на сцене «Театра д’амандье». На репетиции одной из пьес Жауи Аньес встречает своего будущего супруга Жана-Пьера Бакри. Их объединяет не только любовь, но и общее дело. Они написали вместе пьесу под названием «Кухня и зависимость». Через некоторое время Жауи Аньес с мужем пишут новое совместное произведение «Семейное сходство». Данную работу ждал ещё больший успех, она завоевала премию Мольера, затем вышла на экран, а после получила сразу три премии «Сезар». Главным образом, критиков поразил сам сценарий. Стиль пары Бакри-Жауи — очень постоянен, они пишут с юмором, довольно грубым и острым, но в то же время не унижают ни одного из своих героев.
Помимо вышеперечисленной деятельности, Аньес снялась во многих кинокартинах как актриса, работает также в кинорежиссуре и сняла несколько фильмов.

## Личная жизнь
Жауи усыновила двоих детей из Бразилии.

## Фильмография

### Актриса
- 1987 — Сокол / Le Faucon
- 1987 — Отель де Франс / Hôtel de France
- 1993 — Кухня и зависимость / Cuisine et dépendances
- 1996 — Семейная атмосфера / Un Air de famille — Бетти
- 1997 — Переезд / Le Déménagement
- 1997 — Известные старые песни / On connaît la chanson
- 1997 — Кузен / Le Cousin
- 1998 — Метод / La Méthode
- 1998 — На пробежке / On the Run
- 2000 — Видная женщина / Une Femme d’exterieur
- 2000 — На чужой вкус / Le Goût des autres — Мани
- 2003 — 24 часа из жизни женщины / 24 heures de la vie d’une femme
- 2004 — Роль её жизни / Le Rôle de sa vie
- 2004 — Посмотри на меня / Comme une image — Сильвия Милле
- 2005 — Дом Нины / La Maison de Nina — Нина
- 2008 — Расскажи мне о дожде / Parlez-moi de la pluie
- 2015 — На плаву / Comme un avion

### Режиссёр
- 2000 — На чужой вкус / Le Goût des autres  (премия Сезар за лучший фильм)
- 2004 — Посмотри на меня / Comme une image
- 2008 — Расскажи мне о дожде / Parlez-moi de la pluie

### Сценарист
- 1993 — Курить/Не курить / Smoking — No Smoking
- 1993 — Кухня и зависимость / Cuisine et dépendances
- 1996 — Семейная атмосфера / Un Air de famille (премия Сезар за лучший сценарий)
- 1997 — Известные старые песни / On connaît la chanson (премия Сезар за лучший сценарий)
- 2000 — На чужой вкус / Le Goût des autres  (премия Сезар за лучший сценарий)
- 2004 — Посмотри на меня / Comme une image (премия Каннского МКФ за лучший сценарий)
- 2008 — Расскажи мне о дожде / Parlez-moi de la pluie